# Hans Hess (Glaziologe)
Hans Hess (* 2. Februar 1864 in Nürnberg; † 8. Juni 1940 ebenda) war ein deutscher Gletscherforscher.

## Leben
Hess schloss 1886 ein Lehramtsstudium der Mathematik und Physik an der Technischen Hochschule und an der Universität München ab und promovierte 1888 in Erlangen. Nachdem er in Nürnberg, Ludwigshafen und Ansbach gelehrt hatte, wurde er Oberstudienrat in Nürnberg und Konrektor an der dortigen Alten Oberrealschule (heute Hans-Sachs-Gymnasium Nürnberg). Als Stadtrat (1918–1930) betrieb er mit Erfolg den Bau des Nürnberger Planetariums und der Volkssternwarte. Seine wissenschaftlichen Interessen galten der Geologie, Wetter- und Gewässerkunde Oberfrankens sowie der Gletscherforschung, mit welcher er 1887 bei der Vermessung des Gepatschferners und anderer Gletscher in den Ötztaler Alpen in Berührung kam. Seine von 1899 bis 1910 zusammen mit Adolf Blümcke am Hintereisferner durchgeführten zwölf Tiefenbohrungen, die eine Maximaltiefe bis 224 Metern bis zum Felsuntergrund erreichten, sowie seine über knapp vier Jahrzehnte vorgenommenen Untersuchungen dieses Gletschers erbrachten grundlegende Erkenntnisse für die Forschungsdisziplin. Hess erweiterte hiermit das damalige Verständnis für Gletscherentstehung und -bewegung, Eishaushalt und Abschmelzung. Über Laborversuche im Eiskeller einer Nürnberger Brauerei analysierte er experimentell die physikalischen Eigenschaften von Eis unter verschiedenen Druck- und Temperaturbedingungen. Es gelang ihm durch Gletschermodelle aus Paraffin die Strömungstheorie von Sebastian Finsterwalder zu überprüfen. Als Mathematiker und Physiker war er befähigt, seine Forschungsarbeiten auch theoretisch zu fundieren. 1932 wurde ihm die Verdienstmedaille Bene Merenti in Silber von der Bayerischen Akademie der Wissenschaften verliehen. Die Tochter von Hans Hess, Johanna Margarethe, wurde 1926 Mutter der späteren Politikerin Irmgard Edle von Traitteur.